# ウォルター・ブルン

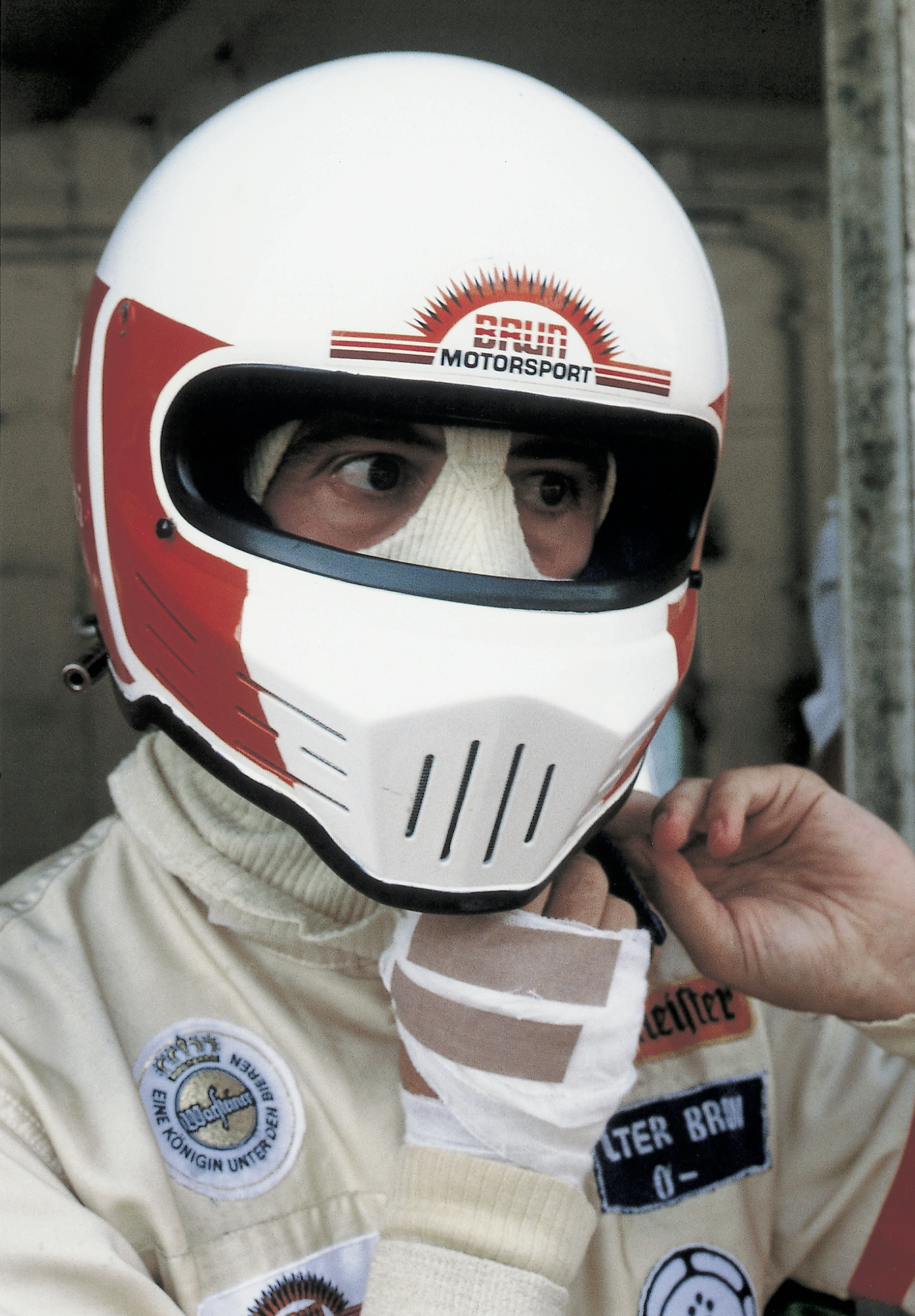
ウォルター・ブルン（1984年のル・マン24時間レースにて）

ウォルター・ブルン（Walter Brun、1942年10月20日 ‐ ）は、スイス出身のレーシングドライバーである。主にスポーツカーレースで活躍した。ブルン・モータースポーツのオーナーとしても知られている。
同チームにはユーロブルンからF1に参戦し、日本でも活躍したオスカー・ララウリやBMWのワークスドライバーとして活躍したレオポルド・プリンツ・フォン・バイエルンらも在籍した。

## レース戦績

### ル・マン24時間レース
| 年     | チーム                              | コ・ドライバー                                          | 使用車両                     | クラス | 周回 | 総合順位 | クラス順位 |
| ------ | ----------------------------------- | ------------------------------------------------------- | ---------------------------- | ------ | ---- | -------- | ---------- |
| 1971年 | ヴィッキー レーシング チーム        | ピーター・マート                                        | ポルシェ・907                | P 2.0  | 306  | 7位      | 1位        |
| 1972年 | ヴィッキー レーシング チーム        | ピーター・マート エルヴェ・ベイヤード                   | ポルシェ・907                | P 2.0  | 252  | 18位     | 2位        |
| 1973年 | ヴィッキー レーシング チーム        | コックス・コッフェル ジャン=ピエール・エシュリマン      | BMW・3.0CSL                  | TS 5.0 | 1    | DNF      | DNF        |
| 1982年 | BASF カセッテン・チーム GS スポルト | ジークフリート・ミュラーJr.                             | ザウバー・SHS C6             | Gr.C   | 55   | DNF      | DNF        |
| 1984年 | ブルン・モータースポーツ            | レオポルド・プリンツ・フォン・バイエルン ボブ・アーキン | ポルシェ・956B               | C1     | 340  | 4位      | 4位        |
| 1985年 | ブルン・モータースポーツ            | ディディエ・セイス ジョエル・グヒエ                     | ポルシェ・962C               | C1     | 304  | DNF      | DNF        |
| 1986年 | ブルン・モータースポーツ            | フランク・イェリンスキー マッシモ・シガーラ             | ポルシェ・962C               | C1     | 75   | DNF      | DNF        |
| 1989年 | レプソル ブルン・モータースポーツ   | オスカー・ララウリ ヘスス・パレハ                       | ポルシェ・962C               | C1     | 242  | DNF      | DNF        |
| 1990年 | レプソル ブルン・モータースポーツ   | オスカー・ララウリ ヘスス・パレハ                       | ポルシェ・962C               | C1     | 353  | DNF      | DNF        |
| 1991年 | レプソル ブルン・モータースポーツ   | オスカー・ララウリ ヘスス・パレハ                       | ポルシェ・962C               | C2     | 338  | 10位     | 10位       |
| 2000年 | チーム郷                            | トニー・セイラー クリスチャン・グレーゼル               | クライスラー・バイパー GTS-R | GTS    | 210  | DNF      | DNF        |
| 2001年 | コンラット・モータースポーツ        | トニー・セイラー チャールズ・スレイター                 | サリーン・S7R                | LMGTS  | 4    | DNF      | DNF        |
| 2002年 | コンラット・モータースポーツ        | チャールズ・スレイター ロドニー・モール                 | サリーン・S7R                | LMGTS  | 83   | DNF      | DNF        |
| 2003年 | コンラット・モータースポーツ        | フランツ・コンラット トニー・セイラー                   | サリーン・S7R                | GTS    | 91   | DNF      | DNF        |